# Malvaviscus
Malvaviscus é um gênero botânico, da família das Malvaceae, caracterizado por apresentar as flores sempre fechadas, durando mais que as flores de Hibiscus spp. e atraindo muitos beija-flores. São reconhecidas 8 espécies:
- Malvaviscus achanioides (Turcz.) Fryxell
- M. arboreus Cav.
- M. candidus Moc. & Sessé ex DC.
- M. concinnus Kunth
- M. lanceolatus Rose
- M. longifolius Garcke
- M. palmanus Pittier & Donn. Sm.
- M. penduliflorus DC.

Contudo, duas antigas espécies, M. drummondii e M. grandiflorus, atualmente são consideradas variedades de M. arboreus, respectivamente, M. arboreus var. drummondii e M. arboreus var. mexicanus. A antiga espécie M. conzatti também foi transferida para a variedade mexicanus.